# St. Cosmae et Damiani (Stade)

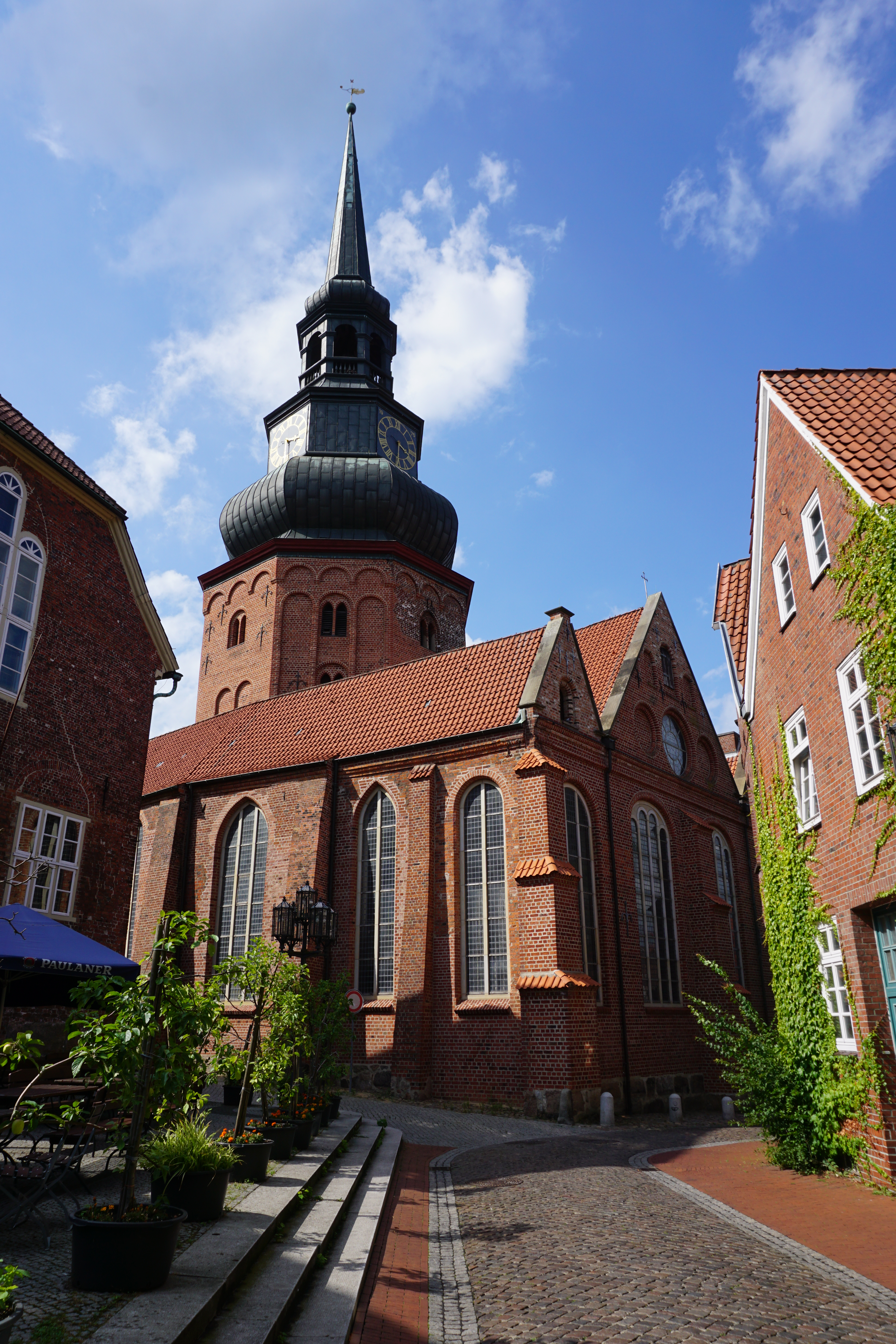
St. Cosmae et Damiani

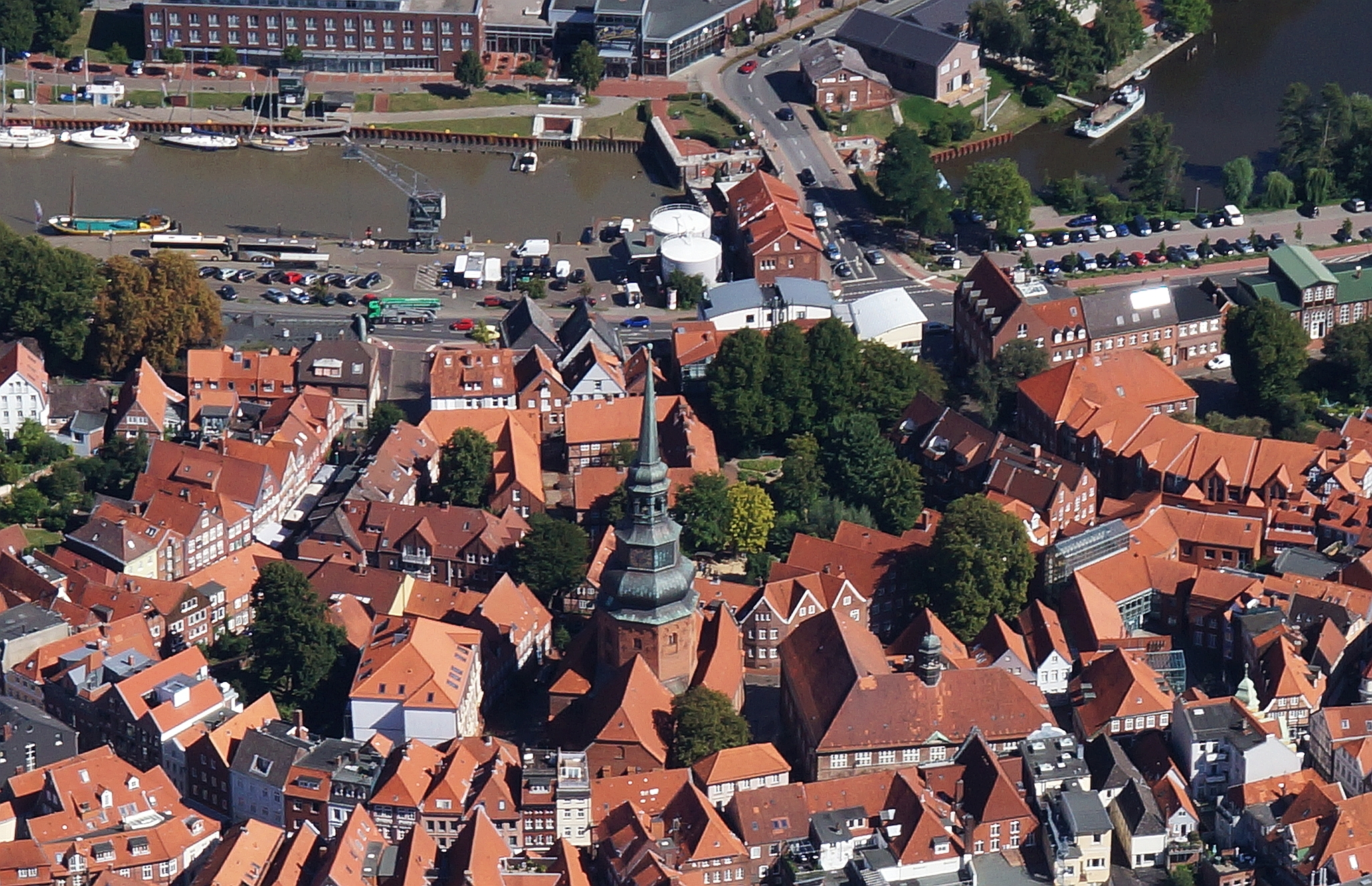
Luftbild Altstadt mit Kirche St. Cosmae et Damiani (2020)

Die Kirche St. Cosmae et Damiani (eigentlich Ss. Cosmae et Damiani, da sie zwei Namenspatrone hat) ist neben St. Wilhadi eine der beiden evangelisch-lutherischen Kirchen im Zentrum der Hansestadt Stade. Zusammen mit den beiden Kirchen St. Wilhadi und St. Nicolai (Stade-Bützfleth) gehört sie zum Ev.-luth. Stadtpfarramt Stade innerhalb des Kirchenkreises Stade, der selber zum Sprengel Stade innerhalb der Evangelisch-lutherischen Landeskirche Hannovers zählt. Gleichzeitig ist St. Cosmae et Damiani die Hauptkirche selbigen Kirchenkreises. Meist wird sie in Stade nur Cosmae-Kirche oder St. Cosmae genannt.

## Baugeschichte
Von der in den 1130er Jahren genannten Kapelle der Grafen von Stade, die dem Bremer Erzbischof unterstellt war, ist äußerlich nichts mehr zu erkennen. Doch dürfte das Patrozinium der heiligen Ärzte Cosmas und Damian, von denen der Bremer Dom bedeutende Reliquien besaß (und Teile verschenken konnte), auf diese Zeit zurückgehen.
Der heutige, aus Backstein errichtete Bau auf kreuzförmigem Grundriss ist das Ergebnis verschiedener Neu- und Umbauten des 13. bis 17. Jahrhunderts. Älteste Teile sind im Langhaus, den Kreuzarmen und der gewölbten Vierung erhalten. Im 15. Jahrhundert ersetzte ein dreischiffiger Chor die ursprünglichen Ostteile. Ein Vierungsturm ist schon um 1550 auf der Stadtansicht von Martin Weigel an seiner durchbrochenen, zwiebelförmigen Haube erkennbar. Der Stadtbrand von 1659 zerstörte Turmhelm, Dachstühle und die gesamte Innenausstattung. Die Wiederherstellung dauerte bis 1684, als die achteckige barocke Haube, die bis heute das weithin sichtbare Wahrzeichen der Stadt bildet, aufgesetzt wurde. Der Turm ist ohne Wetterfahne 62,45 m hoch.

## Ausstattung
Im Inneren beeindruckt der barocke Hochaltar von Christian Precht (1674–77) aus Hamburg, Er zeigt das Abendmahlsrelief in der Predella, im  Mittelbild eine figurenreiche Kreuzigungsgruppe, begleitet von den vier Evangelisten, darüber ein Relief der Grablegung und der ganze Aufbau wird bekrönt von einem auferstandenen Christus. Die weiße Fassung der aus Holz geschnitzten Bildwerke imitiert Marmor oder Alabaster. 
Sehenswert ist auch der um 1500 geschaffene Flügelaltar. Ursprünglich stand er in der vor dem Schiffertor gelegenen, längst abgerissenen Gertrudenkapelle. Umgeben von kleineren Heiligenfiguren steht im Zentrum die Hl. Äbtissin Gertrud mit einem Modell der Kapelle. Auf den stark zerstörten Außenseiten der gemalten Flügel sind Szenen aus der Gertrudenlegende dargestellt, bemerkenswert ist die Wiedergabe einer Kogge.
Das Marmortaufbecken ist auf 1665 datiert, es wird von Alabasterfiguren der Evangelisten getragen. Die zeitgleiche, geschmiedete Umgitterung des Taufbeckens hat eine neue Aufstellung gefunden.
Das Gestühl von etwa 1730 im nördlichen Kreuzarm war dem Magistrat vorbehalten.
Die Kanzel von 1663 ist mit Figuren und reichem Knorpelstilornament dekoriert. 
Die farbigen Glasfenster hinter dem Hochaltar sind von 1910.

### Orgel
Die große Orgel, gebaut in den Jahren 1668 bis 1673, ist ein Werk von Berendt Hus und seinem Neffen Arp Schnitger. Letzterer tauschte 1688 vier Register seines Meisters gegen neue aus. Veränderungen wurden 1727/28 durch Otto Diedrich Richborn vorgenommen. Weitere Umbauten mit Eingriffen in die Originalsubstanz erfolgten ab 1781. In den Jahren 1972 bis 1975 wurde die Orgel unter Mitwirkung des Sachverständigenausschusses der Hannoverschen Landeskirche aufwendig rekonstruiert.

### Glocken
Das Geläut der Kirche besteht aus zehn Glocken aus Bronze. Das Hauptgeläut schuf im Jahre 1663 Hermann Benningk aus Hamburg; er ersetzte damit ein Vorgänger-Geläut, das beim Stadtbrand von 1659 zerstört wurde. Im Ersten Weltkrieg blieb das Geläut vollständig, aber im Zweiten Weltkrieg musste die zweitgrößte Glocke zum Einschmelzen für Kriegszwecke abgegeben werden. Sie wurde im Jahre 1959 ersetzt durch einen Neuguss der Glocken- und Kunstgießerei Rincker im hessischen Sinn, ermöglicht durch eine Stiftung des Hamburger Reeders und Kaufmanns Ernst Jung und seiner Frau Claere. Die Stifter beließen es aber nicht bei dieser einen Glocke, sondern sorgten auch für den gleichzeitigen Guss eines fünfstimmigen Zimbelgeläuts. Diese kleinen und tonhohen Glocken tragen Namen von Musikinstrumenten. Das Hauptgeläut klingt als Teil einer H-Dur-Tonleiter, das Zimbelgeläut hat das Läutemotiv Resurrexi (Introitus am Osterfest).
| Glocke | Name         | Gussjahr | Durchmesser | Gewicht (ca.) | Schlagton |
| ------ | ------------ | -------- | ----------- | ------------- | --------- |
| 1      | Dominica     | 1663     | 1702 mm     | 3075 kg       | h°-8      |
| 2      | Dankglocke   | 1959     | 1526 mm     | 2090 kg       | cis¹-12   |
| 3      | Taufglocke   | 1663     | 1375 mm     | 1540 kg       | dis¹-12   |
| 4      | Trauglocke   | 1663     | 1272 mm     | 1300 kg       | e¹-4      |
| 5      | Sterbeglocke | 1663     | 1143 mm     | 920 kg        | fis¹-9    |
| 6      | Zimbel       | 1959     | 0524 mm     | 095 kg        | gis²-5    |
| 7      | Orgel        | 1959     | 0474 mm     | 075 kg        | ais²-5    |
| 8      | Harfe        | 1959     | 0445 mm     | 060 kg        | h²-4      |
| 9      | Pauke        | 1959     | 0382 mm     | 042 kg        | dis³ -3   |
| 10     | Clareta      | 1959     | 0315 mm     | 022 kg        | fis³-6    |

Zwei weitere Glocken hängen in der Turmlaterne, die Uhrschlagglocken. Die kleinere Viertelstundenglocke wurde 1669 ebenfalls von Hermann Benningk gegossen, die größere Stundenglocke stammt von Otto Struve aus dem Jahr 1683.

## Galerie

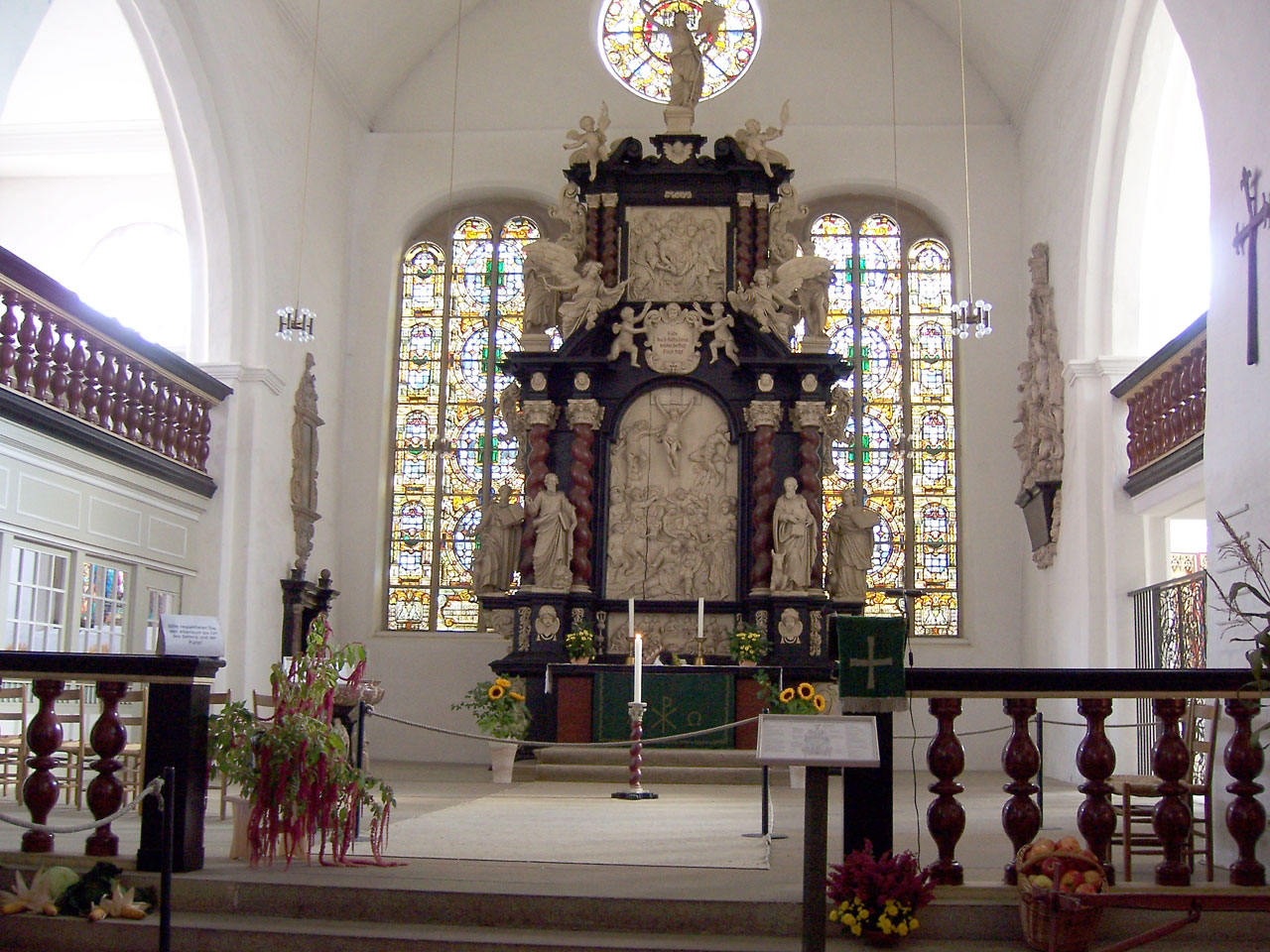
Barockaltar
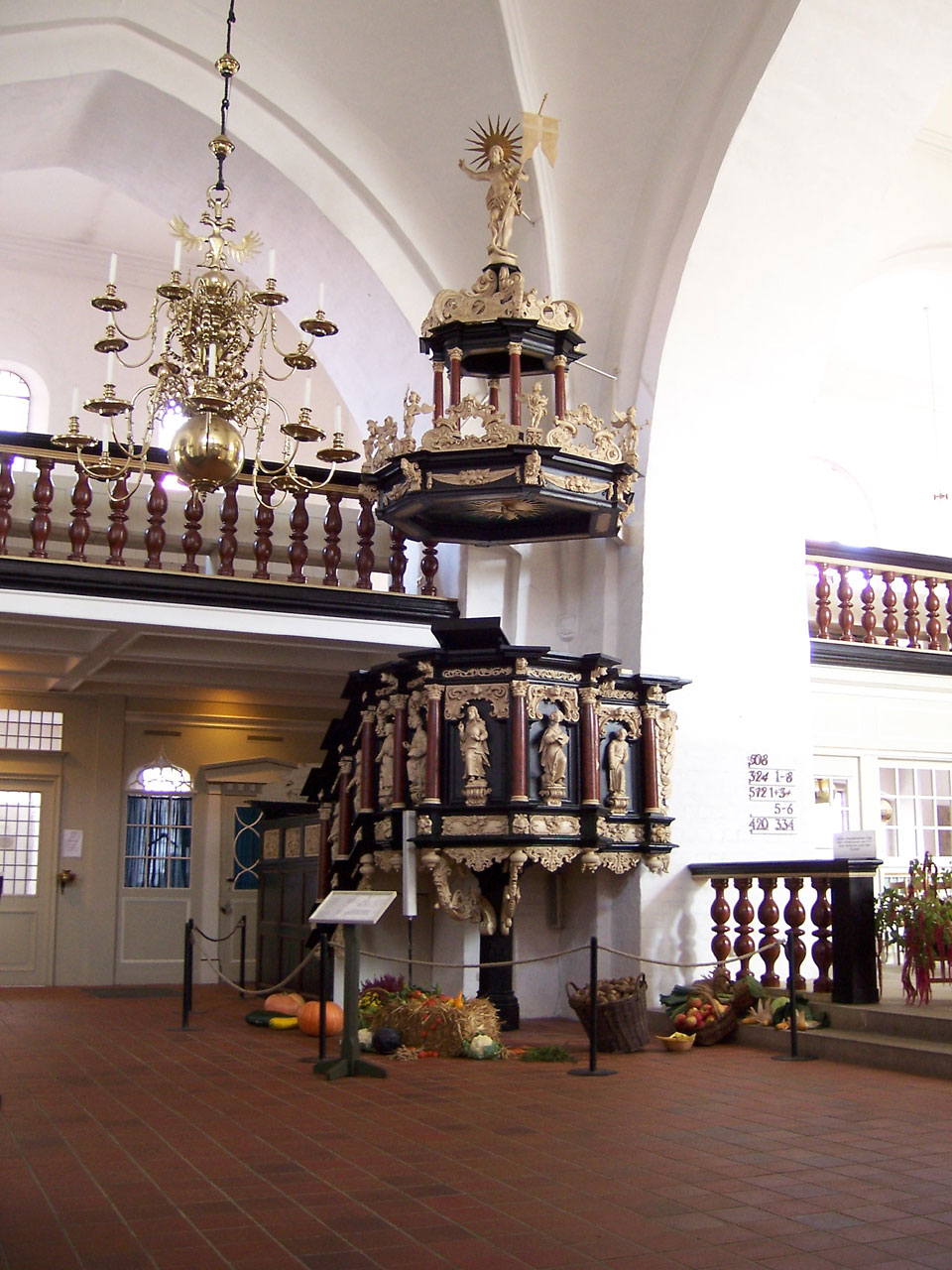
Kanzel
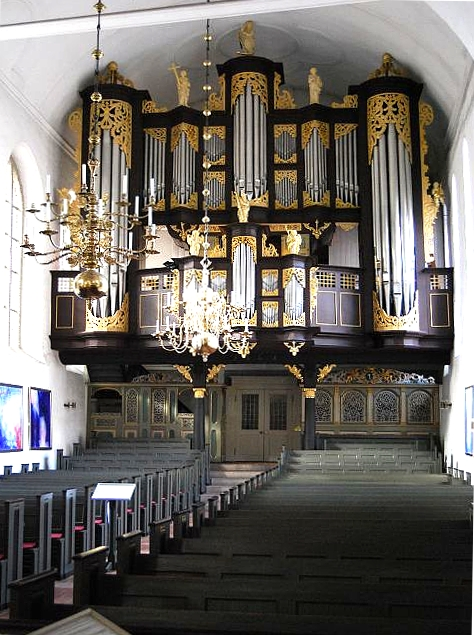
Orgel
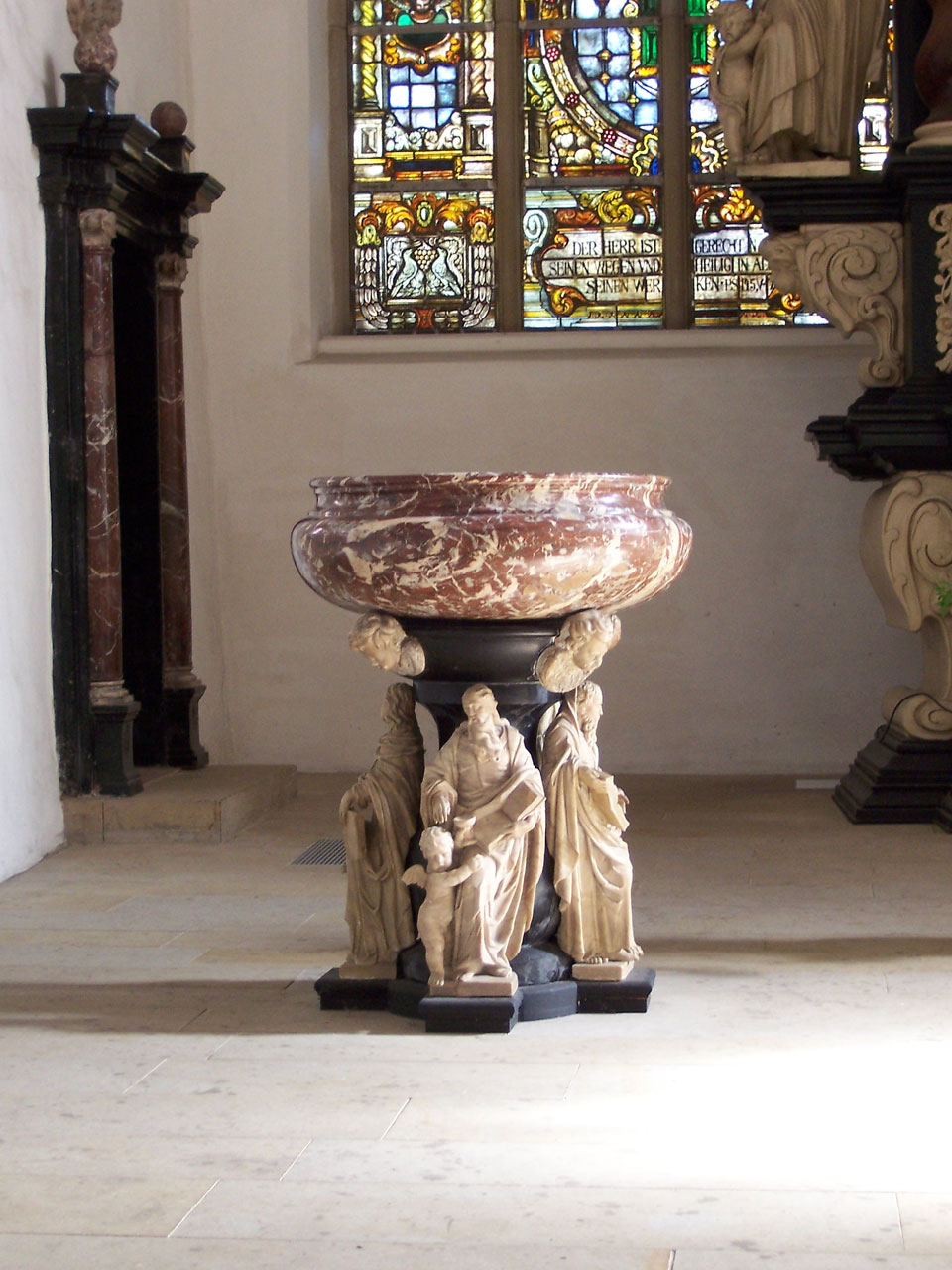
Taufstein
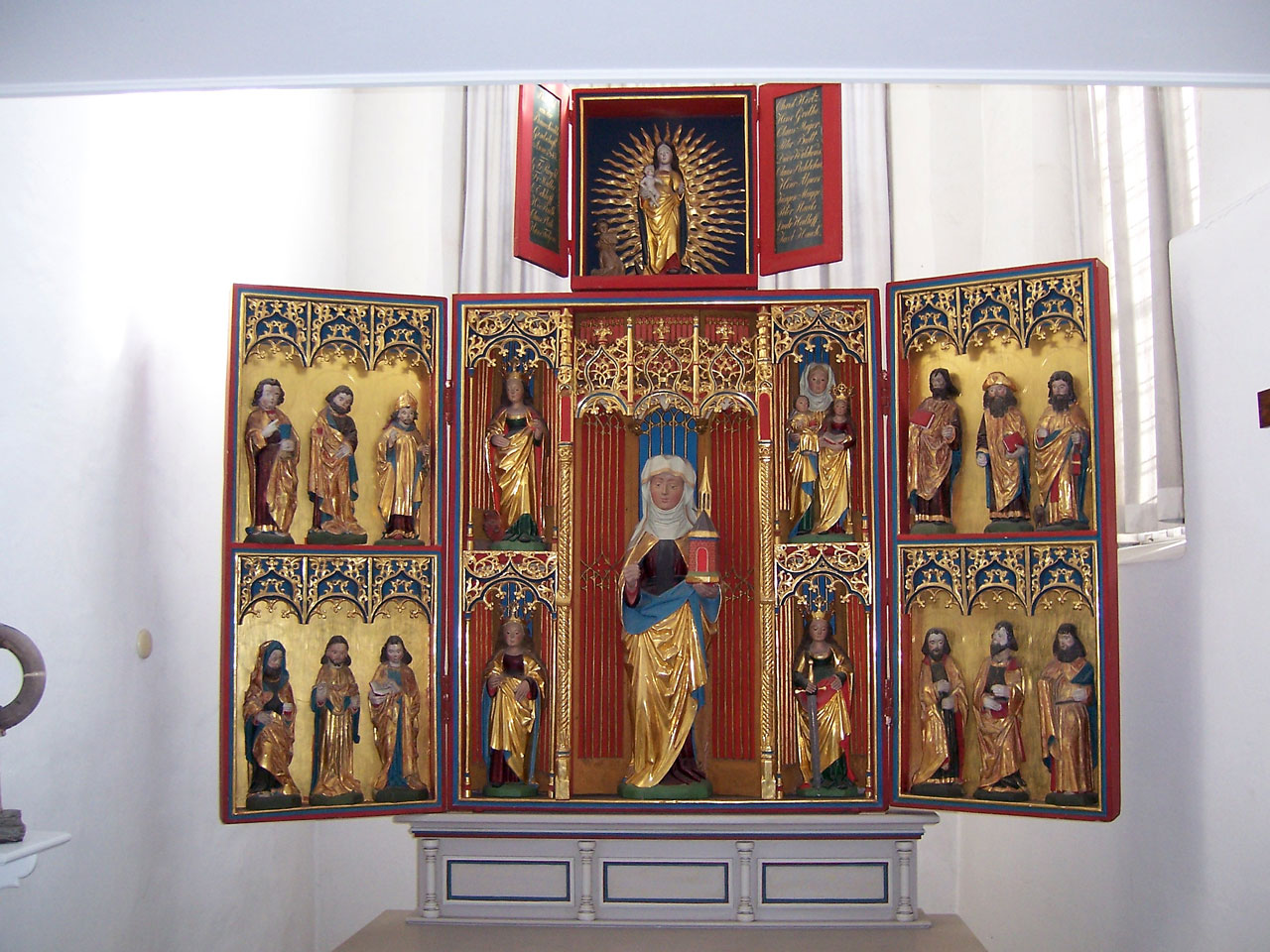
Gertrud-Altar